# Trust In Me
"Trust In Me" je pjesma kršćanske pop glazbe američke pjevačice Katy Hudson (sada zvane Katy Perry). Objavljena je kao prvi i jedni singl s njenog debitantskog albuma Katy Hudson. Pjesma u nekim dijelovima uz kršćansku pop glazbu povezuje i rock te elektroničku glazbu. Pjesmu je napisao Mark Dickson, koji je ujedno i producent iste. Dicksonu je to prva pjesmu koju je napisao. Pjesma govori o ljubavi.

## Popis pjesama
CD singl
1. "Trust In Me"